# Arrés de Arriba
Arrés de Arriba (oficialmente en occitano: Arres de Sus) es uno de los dos núcleos principales, junto con Arrés de Abajo, del municipio de Arrés, en el Valle de Arán. Está incluido en el Inventario del Patrimonio Arquitectónico de Cataluña.
Está situado en la vertiente de la montanha d'Uishèra, por encima de Arrés de Abajo. En 2019 tenía 37 habitantes.
El núcleo de arriba es un pequeño grupo de casas, en el que destaca la antigua iglesia románica de San Pedro y San Pablo, del siglo XII, hoy abandonada y en mal estado de conservación. El pueblo mantiene su estructura tradicional.